# UB40
UB40 es un grupo británico de música pop, reggae y dub formado en Birmingham, Inglaterra, en diciembre de 1978. Destacó como grupo multirracial que se hizo notorio por su compromiso social y político en sus primeros años de actividad. La rica influencia de sus canciones se debe a que sus miembros tienen raíces jamaicanas, inglesas, galesas, escocesas y yemeníes.
El grupo ha vendido 70 millones de copias en todo el mundo. Han logrado 50 éxitos en las listas británicas, así como un importante éxito a nivel internacional, especialmente por sus cóvers de temas como Red Red Wine (de Neil Diamond), Kingston Town (de Lord Creator), y Can't Help Falling in Love (de Elvis Presley), en una colección de trabajos llamados Labour of Love. Han sido nominados al Grammy a mejor álbum de reggae cuatro veces y en 1984 fueron nominados al Brit Award por mejor artista nuevo.
La banda tiene el récord de haber estado más semanas en las listas británicas, con un total de 214 semanas, durante los años 80, marca que comparte con los británicos Madness.
La banda se mantuvo unida por casi 29 años hasta que en enero de 2008 Ali Campbell abandonó el grupo, seguido tiempo después por el tecladista Mickey Virtue. En noviembre de 2013, Astro Campbell se unió a Campbell y Virtue y abandonó la banda original. Tras problemas legales (dado que ambas bandas usan el nombre UB40) Duncan Campbell, vocalista de la banda, abandonó el grupo aquejado por problemas de salud.
En 2021 fallecieron dos de los miembros fundadores del grupoː El saxofonista Brian Travers el 22 de agosto de cancer y el cantante Astro el 7 de noviembre tras una enfermedad breve

## Historia
El grupo se formó originalmente a mediados de 1978 con James (Jim) Brown (1957), Earl Falconer (1959) y Brian Travers (1959). Los otros cinco integrantes no tardarían en incorporarse: Alistair Campbell, Robin Campbell, Norman Hassan, Michael Virtue y Astro. Todos eran amigos de la infancia provenientes de distintos colegios de Bírmingham y pertenecientes a la clase obrera.
Compraron sus primeros instrumentos con el dinero que Ali recibió como compensación por una pelea que tuvieron en un pub, aunque algunos de ellos todavía no sabían tocarlos. El nombre del grupo surgió de un conocido impreso de la administración pública para solicitar ayudas al desempleo, el conocido como Unemployment Benefit, Form 40.
Grabaron una maqueta que fue emitida por una emisora de radio y comenzaron a tocar en algunos pubs y clubes nocturnos, hasta que Chrissie Hynde, la vocalista del grupo The Pretenders los vio tocar y les ofreció acompañarla como teloneros de su grupo durante la gira que realizó en 1979. En 1980, publicaron su primer álbum Signing off y crearon su propia compañía discográfica DEP International con la que publicaron Present Arms in Dub.
En 1983 y con el lanzamiento de su propia versión del famoso tema Red Red Wine de Neil Diamond, (incluido en el álbum de versiones Labour of Love) obtuvieron su primer éxito y posterior salto a la fama. Han vendido más de 70 000 000 de discos alrededor del mundo.
En 1985 visitaron Norteamérica, y Ali Campbell y Chrissie Hynde editaron I Got You Babe, otro número uno, después de haber lanzado Geoffrey Morgan el álbum Baggariddim  el año anterior, lleno de versiones dub de los dos álbumes anteriores, llegando hasta el puesto catorce.
Volvieron al número uno en 1987, con la edición de una recopilación llamada The best of UB40 Vol. I, que coincidió con el fallecimiento en un accidente de coche de Ray Pablo Falconer (ingeniero de sonido de la banda desde sus inicios); el automóvil lo conducía su hermano Earl Falconer, el bajista de la banda. A Earl Falconer se le encontró el doble de la cantidad permitida de alcohol, por lo que fue juzgado y condenado a seis meses de cárcel. Ello obligó al grupo a ralentizar su actividad y a incluir un sustituto en su siguiente gira mundial.
En junio de 1988 se lanzó la segunda colaboración Hynde-Campbell: "Breakfast in bed". Poco después se publicó el álbum UB40 y, en Estados Unidos, se reeditó Red red wine, que llegó al número uno, con Labour of love también arriba en listas. Aupados al estrellato, en 1989 editaron Labour of love II, con excelentes resultados comerciales.
Tras un paréntesis, en 1993 vio la luz Promises and lies, con otro tema superventas: Can´t help falling in love. En 1995 Ali Campbell editó en solitario "Let your yeah be yeah", al que seguiría un álbum que, sin obtener el éxito del grupo, también tuvo una buena aceptación. Tras el nuevo éxito conseguido con Promises and lies, en 1995 se publicó una nueva recopilación, The best of UB40 Vol. II. En 1997 apareció Guns in the ghetto, continuando con el peculiar Reggae que tantos éxitos ha dado al grupo hasta la fecha.
En 2010 la formación continuaba activa y realizando conciertos internacionales a pesar de que Ali Campbell, su vocalista, se retiró del grupo en 2008 y fundó una nueva agrupación llamada "The Dep Band".

## UB40 featuring Ali, Astro and Mickey
En agosto de 2014, Ali Campbell anunció que se había reunido con los excompañeros de la banda UB40 Astro y Mickey Virtue para grabar un nuevo álbum, "Silhouette". 
Aparecen bajo el nombre UB40 featuring Ali, Astro and Mickey después de una acción legal que les impide llamar a la banda UB40. Su primer lanzamiento fue "The Hits of UB40 Live" en 2015.
En 2016, su álbum "Unplugged" alcanzó el número 17 en la lista de álbumes del Reino Unido. 
"A Real Labour of Love" se lanzó en marzo de 2018, un álbum muy en la línea de "Labour of Love" de UB40. Alcanzó el número dos en la lista de álbumes del Reino Unido e ingresó en la lista de álbumes de reggae de Billboard en el número uno.

## Discografía

### Álbumes
- Signing Off (1980)
- Present Arms (1981), Reino Unido
- UB44 (1982)
- Labour of Love (1983), Reino Unido #
- Geferry Morgan (1984)
- Le Baggariddim (1985)
- The UB40 File (1985)
- Rat in the Kitchen (1986), Reino Unido #8
- UB40 CCCP: Live in Moscow (1987); Vivo en Moscú, Rusia 1986
- The Best of UB40 - Volume One (1987), Reino Unido #3
- UB40 (1988); Dance With The Devil, Reino Unido #12
- Labour of Love II (1989), Reino Unido #3
- Promises and Lies (1993), Estados Unidos #1
- The Best of UB40 - Volume Two (1995), Reino Unido #12
- Guns in the Ghetto (1997), Reino Unido #7
- UB40 Present the Dancehall Album (1998)
- Labour of Love III (1998), Reino Unido #8
- The Very Best of UB40 (2000), Reino Unido #7
- Cover Up (2001), Reino Unido #29
- UB40 Present The Fathers Of Reggae (2002)
- Homegrown (2003), Reino Unido #49
- Who You Fighting For? (2005) Reino Unido #20
- Dub Sessions (2008), Reino Unido
- Twentyfourseven (2008), Reino Unido
- Labour of Love IV (2010), Reino Unido
- Getting Over the Storm (2013), Reino Unido
- Bigga baggariddim (2021), Reino Unido